# متیو کلارک (بازیکن فوتبال، زاده۱۹۸۰)
متیو کلارک (انگلیسی: Matthew Clarke؛ زادهٔ ۱۸ دسامبر ۱۹۸۰) بازیکن فوتبال اهل بریتانیا است.
از باشگاه‌هایی که در آن بازی کرده‌است می‌توان به باشگاه فوتبال ولورهمپتون واندررز، باشگاه فوتبال دارلینگتون، باشگاه فوتبال گایزلی، و باشگاه فوتبال برادفورد سیتی اشاره کرد.